# Статистичко оцењивање
Статистичко оцењивање је поступак који се користи у статистичкој анализи за доношење закључака о параметрима основног скупа, на основу података добијених из узорка.
Оцена може бити тачкаста и интервална.